# Jochen Both
Jochen Both (ur. 18 kwietnia 1941 w Güstrow) – niemiecki lekkoatleta, sprinter, medalista mistrzostw Europy z 1966. W czasie swojej kariery reprezentował Niemiecką Republikę Demokratyczną.
Specjalizował się w biegu na 400 metrów. Zdobył brązowy medal w sztafecie 4 × 400 metrów na mistrzostwach Europy w 1966 w Budapeszcie (sztafeta NRD biegła w składzie: Both, Günter Klann, Michael Zerbes i Wilfried Weiland).
Both był wicemistrzem NRD w biegu na 400 metrów w 1965. Był również brązowym medalistą w hali w 1966.
Kilkakrotnie poprawiał rekord NRD w sztafecie 4 × 400 metrów do czasu 3,05,7 (4 września 1966 w Budapeszcie).